# Awi Nimni
Awi Nimni (heb. אבי נמני, ur. 26 kwietnia 1972 w Tel Awiwie) – izraelski piłkarz grający na pozycji ofensywnego pomocnika lub napastnika.

## Kariera klubowa
Mając 7 lat Nimni przybył na pierwszy trening zespołu Maccabi Tel Awiw. Następnie przechodząc przez kolejne szczeble drużyn juniorskich trafił do pierwszego zespołu w 1989 roku. W 1990 roku zadebiutował w pierwszej lidze, a już w wieku 18 lat stał się zawodnikiem pierwszej jedenastki. W 1992 roku wywalczył swoje pierwsze mistrzostwo Izraela, a w 1994 roku Puchar Izraela. Wtedy też zaczął imponować skutecznością, gdy co roku zaczął strzelać przynajmniej 10 bramek w lidze. W 1995 i 1996 roku poprowadził Maccabi do kolejnych tytułów mistrzowskich (w tym drugim przypadku także do kolejnego pucharu).
Zimą 1998 Nimni przeszedł do hiszpańskiego Atlético Madryt, do którego ściągnął go Serb Radomir Antić. W madryckim klubie Nimni zadebiutował 9 lutego w wygranym 4:1 meczu z Realem Ovierdo. W Atlético nie zdołał wywalczyć miejsca w składzie na skutek rywalizacji z Milinko Panticiem, Juninho Paulistą czy José Caminero i w Primera División rozegrał zaledwie 7 meczów.
Po sezonie 1997/1998 Nimni wrócił do Maccabi, w którym grał jeszcze przez półtora roku jako nowy kapitan drużyny, a w zimie 2000 trafił na wypożyczenie do angielskiego Derby County. 12 lutego w debiutanckim meczu z Evertonem (1:2) zdobył gola, ale potem stracił miejsce w składzie na rzecz Gruzina Giorgiego Kinkładze i jeszcze tylko trzykrotnie pojawił się na boisku. W sezonie 2000/2001 Nimni był ponownie graczem Maccabi, zdobył z nim puchar, a z 25 golami na koncie został królem strzelców ligi. W sezonie 2001/2002 wywalczył kolejny puchar, a w 2002/2003 mistrzostwo Izraela.
Latem 2003 Nimni dość niespodziewanie przeszedł do ligowego rywala Maccabi, Beitaru Jerozolima. W Beitarze spędził 2 lata i latem 2005 kolejny raz wrócił do Tel Awiwu, a w 2008 roku jako piłkarz tego klubu zakończył karierę piłkarską.
| Sezon   | Klub              | Kraj      | Rozgrywki        | Mecze | Bramki |
| ------- | ----------------- | --------- | ---------------- | ----- | ------ |
| 1989/90 | Maccabi Tel Awiw  | Izrael    | Ligat ha’Al      | 2     | 0      |
| 1990/91 | Maccabi Tel Awiw  | Izrael    | Ligat ha’Al      | 27    | 6      |
| 1991/92 | Maccabi Tel Awiw  | Izrael    | Ligat ha’Al      | 29    | 15     |
| 1992/93 | Maccabi Tel Awiw  | Izrael    | Ligat ha’Al      | 26    | 7      |
| 1993/94 | Maccabi Tel Awiw  | Izrael    | Ligat ha’Al      | 34    | 12     |
| 1994/95 | Maccabi Tel Awiw  | Izrael    | Ligat ha’Al      | 35    | 12     |
| 1995/96 | Maccabi Tel Awiw  | Izrael    | Ligat ha’Al      | 23    | 10     |
| 1996/97 | Maccabi Tel Awiw  | Izrael    | Ligat ha’Al      | 29    | 12     |
| 1997/98 | Maccabi Tel Awiw  | Izrael    | Ligat ha’Al      | 11    | 2      |
| 1997/98 | Atlético Madryt   | Hiszpania | Primera División | 7     | 0      |
| 1998/99 | Maccabi Tel Awiw  | Izrael    | Ligat ha’Al      | 24    | 17     |
| 1999/00 | Maccabi Tel Awiw  | Izrael    | Ligat ha’Al      | 12    | 8      |
| 1999/00 | Derby County      | Anglia    | Premier League   | 4     | 1      |
| 2000/01 | Maccabi Tel Awiw  | Izrael    | Ligat ha’Al      | 32    | 25     |
| 2001/02 | Maccabi Tel Awiw  | Izrael    | Ligat ha’Al      | 26    | 13     |
| 2002/03 | Maccabi Tel Awiw  | Izrael    | Ligat ha’Al      | 22    | 14     |
| 2003/04 | Beitar Jerozolima | Izrael    | Ligat ha’Al      | 24    | 8      |
| 2004/05 | Beitar Jerozolima | Izrael    | Ligat ha’Al      | 26    | 12     |
| 2005/06 | Maccabi Tel Awiw  | Izrael    | Ligat ha’Al      | 23    | 10     |
| 2006/07 | Maccabi Tel Awiw  | Izrael    | Ligat ha’Al      | 28    | 10     |
| 2007/08 | Maccabi Tel Awiw  | Izrael    | Ligat ha’Al      | 6     | 2      |

## Kariera reprezentacyjna
W reprezentacji Izraela Nimni zadebiutował 12 lutego 1992 roku w przegranym 1:2 meczu z reprezentacją WNP. W swojej karierze ma za sobą występy w eliminacjach do MŚ 94, Euro 96, MŚ 98, Euro 2000, MŚ 2002, Euro 2004 oraz MŚ 2006, po których zakończył reprezentacyjną karierę. Przez pewien okres był także kapitanem narodowej drużyny. W reprezentacji wystąpił łącznie w 80 meczach i strzelił 17 goli.